# Чепагатті
Чепагатті, Чепаґатті (італ. Cepagatti) — муніципалітет в Італії, у регіоні Абруццо,  провінція Пескара.
Чепагатті розташоване на відстані близько 145 км на схід від Рима, 60 км на схід від Л'Аквіли, 16 км на південний захід від Пескари.
Населення — 10 802 особи (2014).
Щорічний фестиваль відбувається 14, 15, 16 серпня. Покровитель — Rocco e Lucia.

## Демографія
Населення за роками:

Станом на 1 січня 2023 року в муніципалітеті офіційно проживали 452 іноземці з 43 країн, серед них 130 громадян країн Євросоюзу та 17 громадян України.

## Сусідні муніципалітети
- К'єті
- П'янелла
- Рошано
- Сан-Джованні-Театіно
- Спольторе